# El preu de la vida
"El preu de la vida" (títol original en anglès "Cost of Living")  és el vintè episodi de la cinquena temporada, de la sèrie de televisió de ciència-ficció estatunidenca Star Trek: La nova generació i el 120è de tota la sèrie. Es va emetre originalment el 20 d’abril  de 1992 en redifusió als Estats Units. Va ser escrit per Peter Allan Fields, i dirigit per Winrich Kolbe.
Ambientada al segle XXIV, la sèrie segueix les aventures de la tripulació de la nau de la Flota Estel·lar de la Federació Enterprise-D sota el comandament del capità Jean-Luc Picard. En aquest episodi, En aquest episodi, mentre uns paràsits indetectables devoren la nau, Lwaxana Troi pren sota la seva protecció el fill de Worf, Alexander Rozhenko, animant-lo a adoptar les seves maneres despreocupades de camí a conèixer un home amb qui ha acceptat cegament casar-se.
L'episodi va guanyar dos  Premis Primetime Emmy. Un per assoliment individual en disseny de vestuari per a una sèrie] i un altre per assoliment individual en maquillatge per a una sèrie.

## Argument
"Els més alts són escassos" 
Lwaxana Troi arriba a l’Enterprise, anunciant que celebrarà el seu casament allà amb un home que comparteix molts interessos amb ella, segons un sistema informatitzat de emparellament. El capità Jean-Luc Picard, inicialment desconfiat dels plans de Lwaxana, s'alleuja que tot el que vol d'ell és que la delati com a núvia. Deanna Troi parla amb la seva mare Lwaxana sobre el matrimoni, i tot i que està contenta de tornar-se a casar, se sorprèn i decep que no segueixi el costum betazoide de ser una núvia nua al casament. Lwaxana l'informa que aquests costums ofenen el nuvi i la seva gent. Deanna la critica per abandonar el seu propi costum donat el rang que té.
Mentrestant, Worf té dificultats per aconseguir que el seu fill Alexander completi les seves obligacions com ara els deures i les feines de la llar. Deanna ofereix la idea de crear un contracte que permeti a Alexander tenir temps per jugar després de completar les seves tasques. Tot i que inicialment això sembla acceptable per a Alexander, Lwaxana arriba i minimitza la idea. Lwaxana fa amistat amb Alexander, portant-lo a una simulació holocoberta de la colònia Paral·lax malgrat les ordres de Worf. Lwaxana anima Alexander a ser un esperit lliure, però Deanna creu que el missatge de Lwaxana està confonent Alexander.
Finalment, Campio, el futur marit de Lwaxana, arriba a l' "Enterprise", i Lwaxana descobreix que no és tan adequat per a ella com suggeria la coincidència per ordinador, ja que és més estricte i exigent del que li havien fet creure. Evadeix Campio portant Alexander a l’holocoberta. Allà, Alexander reitera alguns dels consells que ella li havia donat anteriorment. Prenent-s'ho seriosament, Lwaxana arriba al casament nua com estableix el costum betazoide, i Campio, ofès, la deixa a l'altar. Lwaxana fa l'ullet a Alexander, que somriu al seu torn.
Durant aquests esdeveniments, l' "Enterprise" s'infecta amb un paràsit indetectable que s'alimenta de nitri, un component utilitzat a la majoria dels materials de la nau estel·lar. Tot i que les fallades inicials del sistema s'atribueixen al desgast normal, es preocupen quan els sistemes de curvatura i de suport vital comencen a fallar. La tripulació és capaç d'identificar el paràsit, i els sistemes vitals fallen i provoquen que la tripulació es desmaiï per manca d'aire. Data, que és capaç de funcionar sense oxigen, condueix la nau estel·lar fins a un camp d'asteroides proper ric en nitri i obliga el paràsit a moure's-hi. Els sistemes de la nau es restableixen ràpidament a la normalitat abans del casament.
Després, Lwaxana es relaxa als banys de fang simulats de la colònia Paral·lax de l'Holocoberta juntament amb Deanna, Alexander i Worf. Lwaxana admet que va cometre un error amb Campio i agraeix a Alexander per haver-la ajudat. Mentrestant, un Worf confós i molest pregunta: "Se suposa que només has de seure aquí?"

## Producció
Segons el productor creador Michael Piller, la preocupació compartida de Worf i Deanna Troi per Alexander pretenia ser un subtil indici que s'estava desenvolupant una relació entre els dos. Aquesta idea no es va reprendre fins a la setena temporada de la sèrie. Inicialment Peter Allan Fields es va mostrar escèptic sobre la inclusió de la subtrama del paràsit nitrium. Per ell, no encaixava amb la resta de la trama. Tanmateix, finalment es va adonar que l'episodi també havia d'incloure un element de ciència-ficció i es va conformar que la història de Lwaxana Troi i Alexander continués sent la trama principal.

## Repartiment i doblatge al català
La sèrie va ser doblada al català pels estudis Tramontana (primera part) i Soundtrack (segona part) i emesa a TV3 l’any 1991. Els dobladors de l'episodi foren:
| Personatge           | Actor/actriu    | Veu en català      |
| -------------------- | --------------- | ------------------ |
| Jean-Luc Picard      | Patrick Stewart | Joan Crosas        |
| William Riker        | Jonathan Frakes | Antoni Forteza     |
| Data                 | Brent Spinner   | Joaquim Sota       |
| Geordi La Forge      | LeVar Burton    | Aleix Estadella    |
| Worf                 | Michael Dorn    | Enric Arquimbau    |
| Beverly Crusher      | Gates McFadden  | Aurora Garcia      |
| Deanna Troi          | Marina Sirtis   | Victòria Pagès     |
| Alexander Rozhenko   | Brian Bonsall   | Marta Barbarà      |
| Ministre Campio      | Tony Jay        | Josep Maria Ullod  |
| Noi                  | David Oliver    | Xavier Casan       |
| Joglar               | Albie Selznick  | Francesc Figuerola |
| Cap de Protocol Erko | Patrick Cronin  | Ramon Puig         |
| Poeta                | George Ede      | Pepe Antequera     |
| Noia                 | Tracey D'Arcy   | Maria Josep Guasch |

## Recepció
El 2011, The A.V. Club va donar a aquest episodi una "C" lamentant que "L'Alexander encara és increïblement molest" i no estava content amb molts altres elements de l'episodi que oferien un "tour de force" de queixes.
Keith DeCandido de Tor.com li va donar una puntuació de 4 sobre 10 i el va considerar un episodi lleugerament per sota de la mitjana de "Star Trek: La nova generació". Va trobar la trama principal força divertida i la interacció entre Lwaxana Troi i Alexander reeixida. Tanmateix, va considerar que va ser una decisió equivocada fer d'aquests dos personatges el centre d'atenció de l'episodi. El personatge Lwaxana Troi està ben escrit aquí, però no tan bé com a l'episodi Mitja vida, i Alexander tampoc és adequat com a personatge principal. DeCandido va trobar la subtrama de ciència-ficció molt fluixa, sobretot perquè no té cap impacte en la trama principal.
Aquest episodi va ser destacat el 2018 per TheGamer, per incloure "acròbates tristos, nois peluts en banys de fang i ballarins muts"i un cap de pallasso flotant a la holocoberta, cosa que la classifica com la 21a escena més esgarrifosa de tot "Star Trek".

## Premis
L'episodi va guanyar dos Premi Primetime Emmy, un per Assoliment individual en disseny de vestuari per a una sèrie i un altre per Assoliment individual en maquillatge per a una sèrie.

## Llançaments
L'episodi es va estrenar posteriorment als Estats Units el 5 de novembre de 2002, com a part del conjunt de la caixa DVD de la cinquena temporada. El primer llançament en Blu-ray va ser als Estats Units el 18 de novembre de 2013, seguit del Regne Unit el 19 de novembre de 2013.